# 강정호 (기업인)
강정호(姜廷浩, 1976년 11월 3일~)은 대한민국의 기업인, 치과의사이다. 미니쉬테크놀로지 대표이사이자 미니쉬치과병원 원장이다. 

## 학력
- 금호고등학교 졸업
- 조선대학교 치의학 학사

## 생애
1976년 11월 3일, 광주광역시에서 태어났다. 
광주 금호고등학교, 조선대학교에서 치의학 학사를 취득했다. 
2000년 치과대학 졸업 후 공중보건의를 거쳐 2005년 경기도 성남에서 개원했다. 오늘안치과 성남점, 선릉점, 압구정점을 거쳐 2018년 논현동에 14층 규모의 미니쉬치과병원 열었다.
2021년 세계인의 내치아 평생쓰기와 치과종사자를 위한 효율적인 솔루션 제공을 목표로 미니쉬테크놀로지를 창업했다.

## 경력
- 2005년 ~ 2008년 : 오늘안치과의원 성남점
- 2009년 ~ 2011년 : 오늘안치과의원 선릉점
- 2012년 ~ 2017년 : 오늘안치과의원 압구정점
- 2018년 ~ 현재 : 미니쉬치과병원 원장
- 2021년 ~ 현재 : 미니쉬테크놀로지 대표이사

## 저서
- 이살리는치과의 충치·치주·노화 정복 가이드[3]

## 수상내역
- 2024년  한국CEO경영대상[4]

## 사진

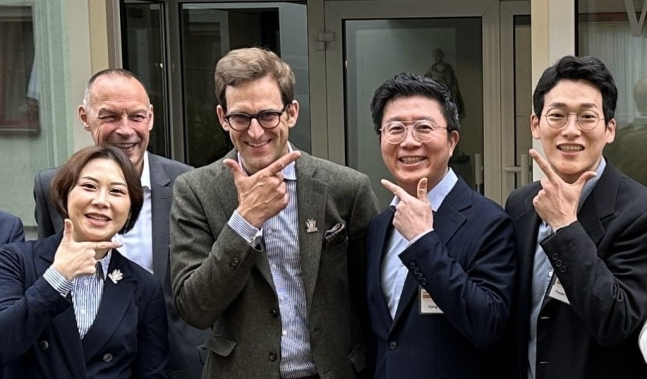
1924년 설립된 치과재료기업 비타社 회장(왼쪽부터 세번째)과 기념사진
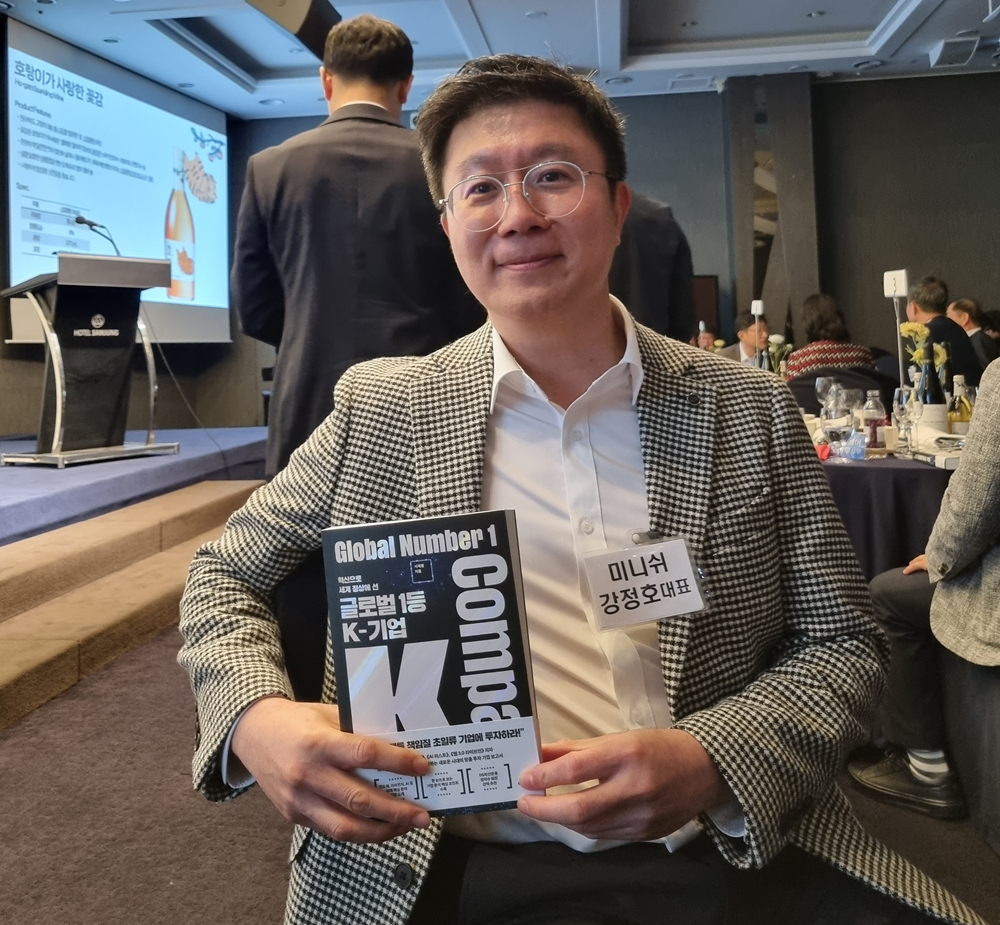
미니쉬테크놀로지가 포함된 '글로벌 1등-K기업' 출판기념회
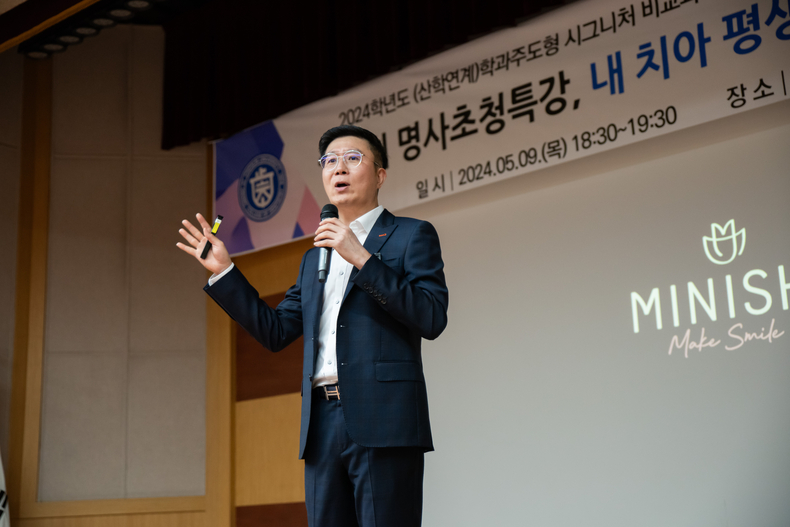
조선대 치과대학 명사초청 특강
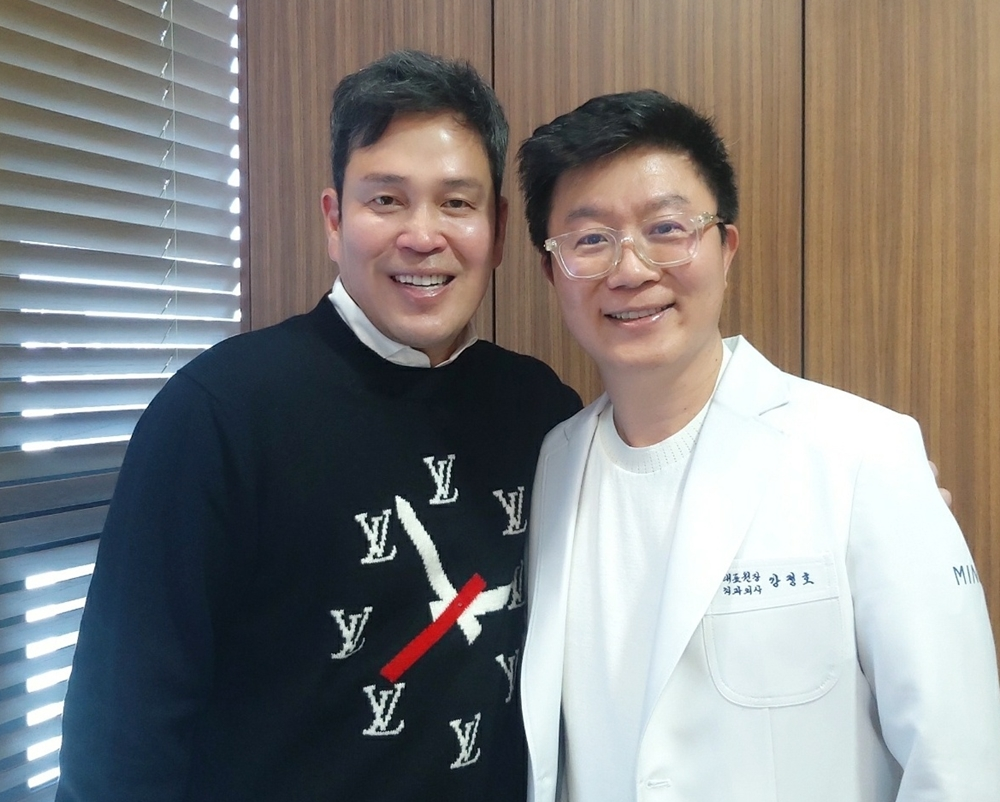
진료 마친 정용진 신세계그룹 회장과 기념사진

## 같이 보기
- 미니쉬테크놀로지